# Lucy Parsons
Lucy Eldine González Parsons (1853 - Chicago, 7 de març de 1942) va ser una dirigent laboral anarquista nord-americana, que lluità incansablement pels drets de la classe obrera, i és recordada per la seva poderosa oratòria, una de les més influents del seu temps.

## Biografia

### Primers anys
Lucy Parsons va néixer el 1853 a la ciutat de Waco, estat de Texas. Va néixer sent esclava, filla d'una mexicana negra anomenada Marie del Gather i de John Waller, mestís de la nació indígena Creek. Va quedar òrfena als 3 anys i va ser criada pel seu oncle, Oliver Gathings. Durant la seva joventut se la va conèixer com a Lucy González.
En 1870 va contactar amb Albert Parsons, exsoldat de l'Exèrcit Confederat amb qui aviat es casaria. Va haver de casar-se il·legalment, a causa de les lleis contra la barreja racial. Albert Parsons per aquesta època havia rebut un tret en una cama i havia estat amenaçat de linxament per defensar el registre de votants negres.
Contra totes les possibles recriminacions i atacs que varen patir per ser un matrimoni interracial i activista per a l'alliberament dels negres, Lucy i Albert es van casar el 1871. Van haver de fugir de Texas cap a Chicago a causa de les amenaces que van rebre.

### Els anys de Chicago
Tots dos es van mudar a Chicago el 1873 i es van involucrar fortament en el moviment revolucionari. En arribar a Chicago Albert Parsons va aconseguir una ocupació com a auxiliar en una empresa tipogràfica, mentre que Lucy va obrir un taller de costura on feia vestits per encàrrec. Al mateix temps els Parsons es van tornar figures actives en organitzacions llibertàries, primerament involucrant-se en el moviment obrer a finals del segle xix, però també participant de formes d'activisme revolucionari en favor de presos polítics, afrodescendents, indigents i dones.
Tots dos van contribuir amb una sèrie d'articles i ressenyes als diaris. Lucy va escriure per al diari The Socialist en 1878 i The Alarm, el diari de l'Associació Internacional de Treballadors que havien fundat, juntament amb altres col·laboradors, el 1883 .
El 1886 sense cap evidència presentada a la cort que vinculés a Albert Parsons a les bombes dels episodis de Haymarket, Albert va ser pres i condemnat a mort, juntament amb August Spies, Adolf Fischer , Louis Lingg i George Engel per l'estat d'Illinois, tots ells anarquistes compromesos amb el moviment obrer en la lluita a favor de la jornada laboral diària de vuit hores. L'execució d'Albert Parsons va ocórrer el dia 11 de novembre de l'any següent (1887) i, juntament amb l'execució dels altres quatre anarquistes es va tornar un referent per a tot el moviment obrer mundial, el qual va passar gradualment a adoptar l'aniversari de la Revolta de Haymarket , l'1 de maig, com a dia de memòria i manifestació de la classe treballadora.
| «                                                   | Els anarquistes saben que un llarg període d'educació necessita precedir qualsevol gran canvi fonamental en la societat, una vegada que no creguin en la misèria del vot, ni en campanyes polítiques, però sí en el desenvolupament d'individus amb pensament autònom. | » |
| — Lucy Parsons, Los principios del anarquismo, 1890 | |   |

En 1892 després de publicar Llibertat: Una publicació mensual Anarquista-Comunista Revolucionària, gairebé va acabar presa pel to dels seus discursos en els espais públics i per distribuir propaganda anarquista.

### Divergències amb Emma Goldman
En la seva defensa per la causa anarquista, Lucy Parsons va tenir enfrontaments ideològics amb altres dones contemporanis, incloent-hi Emma Goldman, a causa de la seva idea de considerar la qüestió de classe més important que les qüestions de gènere i la lluita per la llibertat sexual segons l'opinió de diversos historiadors Emma Goldman i Lucy Parsons representen diferents generacions de l'anarquisme als Estats Units. Aquest fet va acabar en un conflicte personal i ideològic. Carolyn Ashbaugh va analitzar les divergències entre ambdues:
| « | El feminisme de Lucy Parsons considerava que l'opressió soferta per les dones era resultat directe del capitalisme, es basava en els valors de la classe obrera. El feminisme d'Emma Goldman tenia un caràcter abstracte de llibertat per a les dones en totes les coses, en tots els temps i en tots els llocs, lel seu feminisme tenia un origen diferent que el de la classe obrera. Goldman representava el feminisme defensat en el moviment anarquista de la dècada de 1890. els intel·lectuals anarquistes qüestionarien a Lucy Parsons sobre les seves actituds amb relació a la qüestió de les dones. | » |
| — Carolyn, Ashbaugh, Lucy Parsons: American Revolutionary, Chicago: Charles H. Kerr Publishing, 1976 | |   |

El 1908, després que el Captain Mahoney (del Departament de policia de Nova York) va irrompre en una conferència de Goldman a Chicago, els titulars dels diaris deien que la popular anarquista havia assistit a l'espectacle, amb la singular excepció de Lucy Parsons, que no està en els millors moments amb Emma Goldman.
Parsons se centrava únicament en l'alliberament de la classe obrera, condemnant el discurs de Goldman "dirigit a les classes mitjanes"; Goldman va acusar Parsons d'aprofitar-se de la popularitat que li va atorgar el martiri del seu espòs.
Les diferències ideològiques entre Parsons i Goldman van ser una escalada de competència entre una i altra. Goldman, en la seva autobiografiaLiving My Life, va esmentar succintament la presència de "Mrs. Lucy Parsons, vídua del nostre màrtir Albert Parsons ", a la convenció obrera de Chicago, fent notar que ella va tenir una activa participació en els esdeveniments. Posteriorment, Goldman amb prou feines va fer una altra menció sobre els seus orígens com a esclava d'una família del sud, i el seu acostament a l'anarquisme. No hi ha més mencions a la seva persona.
En un nivell més personal, Parsons pensava que era massa fàcil per Goldman viure l'amor i la sexualitat lliure, i fer reivindicacions per l'alliberament de la dona i la reestructuració de les relacions familiars, perquè Goldman no havia de preocupar-se per quedar embarassada, ja que patia d'una deformació uterina que li impedia tenir fills. Els mètodes anticonceptius no eren de fàcil accés per a la classe treballadora americana, com per encoratjar una activitat sexual que incrementaria les taxes d'embarassos, submergint a les famílies en una pobresa encara més gran.

### Activitats a inicis del segle xx

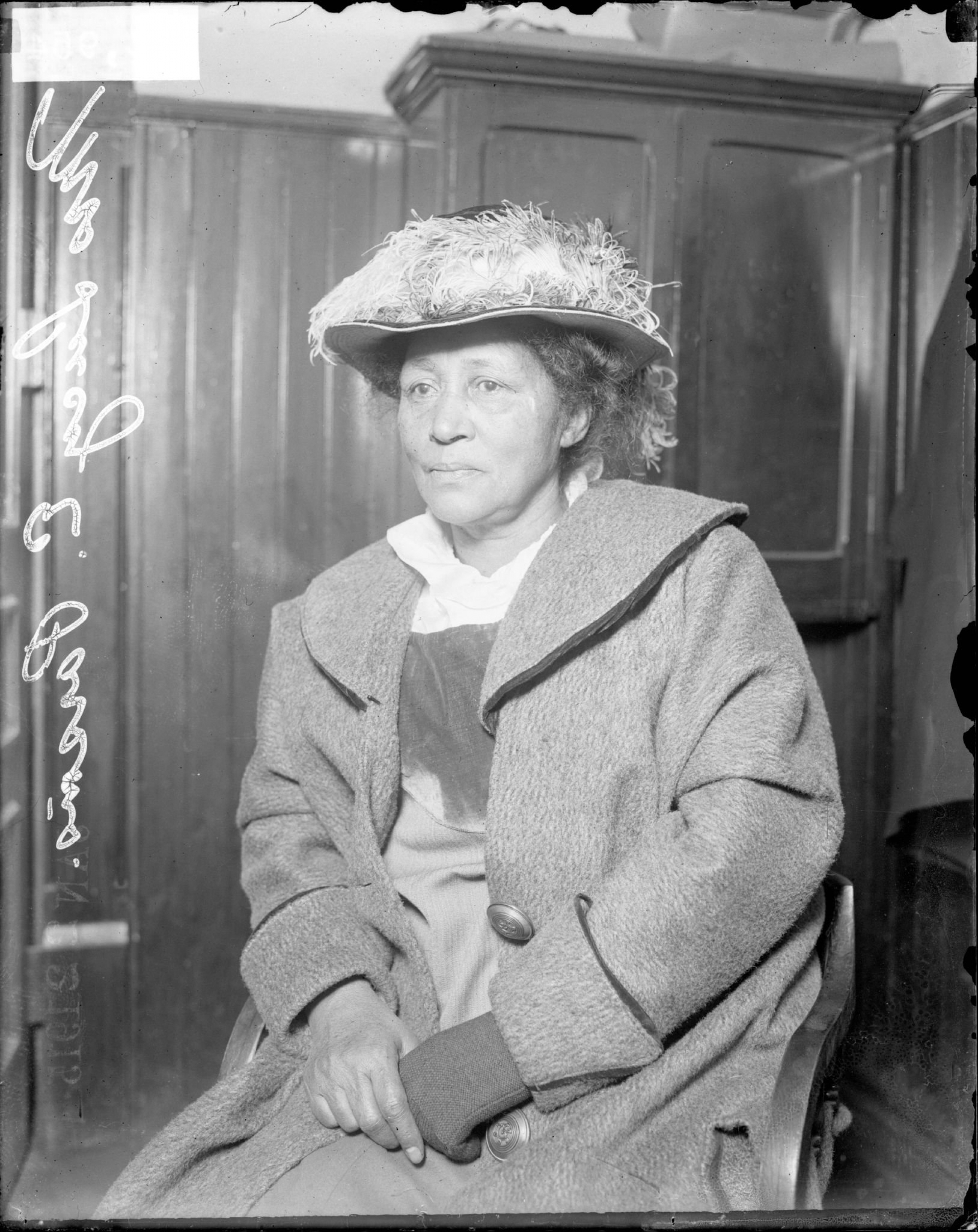
Lucy Parsons en una comissaria de policia el 1915 detinguda per les manifestacions del 12 de febrer.

En 1905 va participar de la fundació de l'organització Industrial Workers of the World, i va començar a editar el diari Liberator, que servia de vehicle de comunicació per a la IWW a la ciutat de Chicago. L'enfocament de Lucy sempre tenia com a base la lluita de classes, contra la pobresa i la desocupació. El gener de 1915 Parsons va organitzar personalment manifestacions de famolencs pels carrers de Chicago, arrossegant rere seu l'AFL i al Partit Socialista els quals varen acabar prenent part en una gegantesca manifestació el 12 febrer.
En aquesta ocasió, Parsons —alguns anys més tard, el 1920, etiquetada pel Departament de Policia de Chicago com més perillosa que mil insurrectes—, hauria dit, " El meu concepte de la vaga en el futur no és una paralització que a la seva fi la gent es vagi a casa tornant a casa famolencs, sinó una vaga en què tots es mantindran aturats i prendran els mitjans de producció necessaris per a ells mateixos". Parsons es va avançar va a les vagues sit-down (assegudes) als Estats Units i, més tard, a l'ocupació de fàbriques a l'Argentina .
En 1927 va començar a treballar en el Comitè Nacional de Defensa del Treball, una organització progressista que tenia com a objectiu defensar la llibertat d'organització de les activitats polítiques dels treballadors i s'oposava molts episodis en què els afroamericans havien estat injustament acusats per crims que clarament no havien comès com en el cas dels nou de Scottsboro i de Angelo Herndon .
Hi ha una polèmica amb relació a un dels passatges de la seva biografia. Molts dels seus biògrafs (incloent al Lucy Parsons Center , l'IWW i Joe Knowles) consideren que Parsons s'hauria unit al Partit Comunista en 1939. Mentrestant, altres com Gale Ahrens en el seu assaig Lucy Parsons: Mystery Revolutionist, More Dangerous Than A Thousand Rioters, afirma que en el seu obituari publicat després de la seva mort pel Partit Comunista no hi ha cap esment sobre una eventual afiliació o sobre el fet d'haver estat membre del partit.

### Darrers anys
Parsons va continuar amb els seus ferotges discursos a la Plaça Bughouse de Chicago fins als 80 anys, un dels quals hauria inspirat Studs Terkel. Una de les seves aparicions més recordades va ser durant la Internacional Harvester al febrer de 1941.
Lucy Parsons va morir el 7 de març de 1942 , als 89 anys, cega i debilitada pels anys i per un incendi accidental. El seu espòs en aquesta època, George Markstall, va morir també l'endemà per les cremades mentre intentava salvar-la de les flames.  Encara després de morta l'estat va seguir considerant-la una amenaça, i per aquest fet la policia va confiscar la seva biblioteca de més de 1.500 llibres amb temàtiques relacionades amb el sexe, el moviment obrer i l'anarquia, i tots els seus escrits personals. Les seves restes mortals van ser enterrades al costat de les del seu espòs, en les proximitats del Monument de Haymarket, al cementiri Waldheim (actualment Cementiri Forest Home), en Forest Park, Chicago.